# Beaudricourt
Beaudricourt település Franciaországban, Pas-de-Calais megyében. Lakosainak száma 98 fő (2022. január 1.). Beaudricourt Berlencourt-le-Cauroy, Ivergny, Sus-Saint-Léger és Estrée-Wamin községekkel határos.

## Népesség
A település népességének változása:
| Lakosok száma | 97   | 94   | 93   | 90   | 88   | 87   | 90   | 94   | 98   |
|               | 2013 | 2015 | 2016 | 2017 | 2018 | 2019 | 2020 | 2021 | 2022 |